# Ремінісценція
Ремінісце́нція (від лат. reminiscentia — спогад) — елемент художньої системи, що відсилає до раніше прочитаного, почутого або побаченого твору мистецтва.
Ремінісценція — це акт пригадування минулого досвіду або подій. Прикладом типового використання спогадів є випадки, коли люди діляться своїми особистими історіями з іншими або дозволяють іншим людям пережити історії родини, друзів і знайомих, встановлюючи при цьому справжні значущі стосунки з людьми. Прикладом спогадів можуть бути бабусі та дідусі, які згадують минулі події з друзями чи своїми онуками, діляться своїм особистим досвідом того, яким було минуле.
Ремінісценція — це неявна цитата, цитування без лапок. Треба розмежовувати ремінісценцію і цитату.
Найстародавнішими ремінісценціями слід визнати силуети, пропорції і сюжети стародавніх наскельних зображень, котрі повторювались у «звіриному стилі» скіфів або у творчості майстрів сучасності (живописців, ювелірів, дизайнерів та ін.).
Деякі тотеми, герби і торгові марки мають явну ремінісцентну природу.
Розрізняють історичну, композиційну, навмисну і невдалу ремінісценцію.
Ремінісценції можуть бути присутніми як у самому тексті, зображенні або музиці, так і у назві, підзаголовку або назвах розділів даного твору.
Ремінісцентну природу мають художні образи, прізвища деяких літературних персонажів, окремі мотиви і стилістичні прийоми (дивіться взаємини постімпресіоністів і першозасновників імпресіоністського живопису).
Ремінісценція (у психології) — повніше і точніше відтворення збереженого в пам'яті матеріалу в порівнянні зі спочатку відбитим (завченим). Термін ремінісценція був запропонований сербським вченим В. Урбанчіча в 1907 р. Ремінісценція може спостерігатися при запам'ятовуванні різного вербального і наочного матеріалу, а також при закріпленні сенсомоторних навичок. Особливо часто ремінісценція проявляється при роботі з великим обсягом логічно чи предметно пов'язаного матеріалу, який має на людину емоційний вплив. Ремінісценція більш виражена в дитячому віці.